# Tylecodon decipiens
Tylecodon decipiens ist eine Pflanzenart der Gattung Tylecodon in der Familie der Dickblattgewächse (Crassulaceae).

## Beschreibung
Tylecodon decipiens wächst zwergig, mit einer knolligen Basis als stark verzweigter Strauch und bildet Matten aus. Die blass graugrünen Triebe haben 7 bis 10 Millimeter Durchmesser, sind glatt und haben keine Phyllopodien. Sie stehen eng verflochten und bilden dichte Polster mit bis zu 20 Zentimeter Durchmesser aus. Die verkehrt lanzettlichen, flachen und kahlen Blätter werden 5 bis 14 Millimeter lang und 6 bis 10 Millimeter breit. Die Blattoberfläche ist flach bis gefurcht und die Spitze stumpf ausgebildet.
Die Blütenstände bilden bis zu 4 Zentimeter hohe Thyrsen mit 1 bis 2 Monochasien, die wiederum in 1 bis 2 aufrechten Einzelblüten enden. Der Blütenstiel wird 1 Zentimeter lang. Die dreieckig, lanzettlichen Kelchblätter werden 2 bis 3 Millimeter lang. Die röhrige und weiß bis rosa gefärbte Kronröhre wird 9 bis 10 Millimeter lang und 4 Millimeter im Durchmesser. Die ausgebreiteten Zipfel sind später zurückgebogenen.
Die Art ist Tylecodon schaeferianus sehr ähnlich. 

## Systematik und Verbreitung
Tylecodon decipiens ist im Süden von Namibia und in Südafrika in der Provinz Nordkap in der Sukkulenten-Karoo verbreitet. Die Erstbeschreibung erfolgte 1978 durch Helmut Richard Tölken.